# Eurázsiai sztyepprétisáska
Az eurázsiai sztyepprétisáska (Stenobothrus eurasius) a sáskafélék családjába tartozó, Eurázsiában honos sáskafaj.

## Megjelenése
Az eurázsiai sztyepprétisáska testhossza a hím esetében 9-10 mm, a nőstény 13-16 mm. Kis termetű, karcsú testalkatú faj. Alapszíne zöld, barna vagy szürke; gyakran háta barna, oldala zöld. Hátsó lábszára és a hímek potrohának vége narancsvörös. Torpajzsának élei kissé befelé íveltek. A csáp a vége felé sötétebb és enyhén kifelé ívelt. A szárnyak mindkét nem esetében a térdig érnek vagy kissé túlhaladják azt. Gyakran látható az elülső szárnyon fehér stigma. A fedőszárnyak középmezőjében sötét foltok sorakoznak, a hátsó szárny csúcsa enyhén füstös. 
Éneke közepesen erős, egy-egy, szabálytalan időközönként hangzó strófa 8-23 másodpercig tart. 

### Hasonló fajok
A sztyeppréti sáska külsőre és élőhelyét tekintve is nagyon hasonlít hozzá, elsősorban éneke és a szárny erezete alapján lehet őket megkülönböztetni. A Fischer-rétisáskával és a szőke tarlósáskával is összetéveszthető.

## Elterjedése
Eurázsia mérsékelt égövi területein honos Németországtól egészen Mongóliáig. A Fekete-tengertől nyugatra csak izolált, kis populációi ismertek. Több alfaja is ismert: S. e. ssp. eurasius (ez található meg Magyarországon is), ssp. bohemicus, ssp. slovacus, spp. macedonicus és ssp. hyalosuperficies. Magyarországon igen ritka, a középhegységekben (Bakony, Vértes, Pilis, Gerecse, Budai-hegység, Bükk, Aggteleki-karszt, Zempléni-hegység, a tokaji Nagy-Kopasz, Mecsek) vannak kis, elszigetelt állományai.  

## Életmódja
Száraz, félszáraz, köves talajú gyepek, sztyeppek, sztyepplejtők, sziklagyepek lakója. Többnyire a gyepszint alsó részében, vagy talajszinten tartózkodik. Növényevő, különféle füvekkel táplálkozik. Közepes méretű szárnyaival gyengén repül. 
Kifejlett példányaival június végétől szeptember közepéig találkozhatunk. A nőstények a talajba rakják petéiket, amelyekből áttelelés után tavasz végén, nyár elején kelnek ki a lárvák. 
Magyarországon védett, természetvédelmi értéke 50 000 Ft.